# Johan Reinholdz
Johan Reinholdz (30 giugno 1980) è un chitarrista svedese, membro del gruppo progressive metal Andromeda e attuale chitarrista dei Dark Tranquillity.

## Biografia
Nel 2001 entra a far parte degli Opus Atlantica e Nonexist (ricoprendo anche il ruolo di bassista in quest'ultimo). Inoltre dal 2005 fa anche parte della melodic death metal band Skyfire e, dal 2020 è membro ufficiale dei Dark Tranquillity.
Il suo stile chitarristico è molto ricco di fraseggi e arpeggi complessi, ma comunque pieno di fantasia e facilità nell'eseguire melodie solistiche.

## Discografia

### Morbid Demons
- Enter the Crypts of Hell (1993, demo)

### Widow
- Beyond (1996, demo)
- Will We Ever Know (1997, demo)
- Autumn Elegy (1998, demo)

### Solo
- Maiden Voyage (1998, demo)
- Welcome to Forever (1998, demo)
- Solipsism (2021, Reinholdz Recordings)
- Weightless and Numb (2022, Reinholdz Recordings)
- Iron Ghosts (2023, single, Reinholdz Recordings)
- Say (2023, single, Reinholdz Recordings)
- Tears of the Mannquin (2023, single, Reinholdz Recordings)
- Tetragrammaton (2023, ep, Reinholdz Recordings)

### Andromeda
- Extension of the Wish (2001, WAR-music/Century Media Records/NTS)
- II=I (2003, New Hawen Records/Century Media)
- Extension of the Wish - Final Extension (2004, New Hawen Records/Century Media Records)
- Chimera (2006, Massacre Records)
- Playing off the Board (Live DVD) (2007, Metal Mind Productions)
- The Immunity Zone (2008, Nightmare Records)
- Manifest Tyranny (2011, Inner Wound Recordings)
- Live in Vietnam (Live DVD) (2016, Andromeda Recordings)

### Dark Tranquillity
- Moment (2020, Century Media Records)
- The Last Imagination (2024, single, Century Media Records)
- Unforgivable (2024, single, Century Media Records)
- Not Nothing (2024, single, Century Media Records)
- Endtime Signals (2024, Century Media Records)

### Nonexist
- Deus Deceptor (2002, New Hawen Records/Century Media Records/Toy's Factory)
- From My Cold Dead Hands (2012, Pivotal Rockordings/Trooper Entertainment)
- Throne of Scars (2015, Mighty Music/Trooper Entertainment)
- The New Flesh EP (2016, Reinholdz Recordings)
- Deus Deceptor (2017, Remaster/extended) (2017 Reinholdz Recordings)
- A Meditation Upon Death (2018, single Mighty Music)
- In Praise of Death EP (2018, Mighty Music)
- Strictly Sadistic Intent (2020, single, Mighty Music)
- Together We Shall Burn (2020, single, Mighty Music)
- Dark Satanic Mills (2020, single, Mighty Music)
- Like the Fearless Hunter (2020, Mighty Music/Trooper Entertainment)

### Opus Atlantica
- Opus Atlantica (2002, Regain Records)

### Skyfire
- Fractal (2009, Pivotal Rockordings)
- Esoteric (2009, Pivotal Rockordings)
- Liberation in Death (2017, CFL Recordings)

### Murdered Beats
- Silent Order (2017, Reinholdz Recordings)

### Apparizioni degli ospiti
- Porr 00 - Detta är Sverige (demo) (2000) - guitar solo on "Offer"
- Anton - The Happy Prankster EP (2000, Mjäll/Slask Independent Media  ) - synth on "Junkland"
- Skyfire - Timeless Departure (2001, Hammerheart Records) - co-writing credits on "Fragments of Time"
- 8 Point Rose - S/T (2010, Escape Music ) - guitar solo on "Endless Rage"
- #366: A Life Lived - Depressionism (2014, Records Union ) - remake/remix/guitars/bass/synths/vocals on "Bullet for Thee"
- Universal Mind Project - The Jaguar Priest (2016, Inner Wound Recordings) - guitar solo on "The Force of our Creation"
- Frayn - New (2016) - guitar solo on "Stray"
- Asymmetry - Fragility (2016) - guitar solo on "Civil War"
- F-Side Project - As One Entity (2017) - guitar solo on "Mastermind"
- Deathening - Antifascist Death Metal (2018, Rakamarow Records/Accelerator Records) - guitar solo on "Evil" and "Spineless Cowards" and guest vocals on "Dehumanization"
- Anton Johansson's - Nevertold Stories (2021, Lion Music) - guitar solo on "End of a Friend"
- Pine Cone Project - Seed (2023) - guitar solo on "Dying Souls Pt.2"

### Varie
- Music to ''Alice in Wonderland''-play (2013, Theatre Thea, Malmö, Sweden)
- Betrayer - Too Loud (2013) - producer/engineer of the vocals on "In My Heart"
- Lynchland Members Mix#1 - "Sa Salas" (2016) - featured song on compilation.
- Metallic Kitty - "Little Thunder" - guitar/bass/keyboards and the writing credits to the music - (2016)
- Film - Almtorget Crew - (2017), Directed by Henrik Möller-Klas Noll/Videodirekt - role as back-up thug